# Edburga de Thanet
Edburga de Thanet   (Anglaterra, segle VII - Minster, 13 de desembre de 751) també coneguda com Bugga, fou una princesa i monja benedictina, escrivana i abadessa del Monestir doble de Minster, situat a la població de Thanet.

## Biografia
Edburga nasqué a Anglaterra tot i que se'n desconeix la data exacta. Fou la única filla del rei Centwine i d'Eangyth, pertanyents a la família reial de Kent.
Edburga fou amiga i deixeble de Mildred de Thanet, primera abadessa del Monestir de Minster i filla de la fundadora. Fou també amiga de Bonifaci de Fulda, amb qui mantingué correspondència després de conèixer-se a Roma en un viatge de peregrinació. Edburga intercanvià llibres amb Bonifaci i exercí de copista. La seva mare Eangyth també mantingué correspondència amb Bonifaci entre els anys 718 i 720.
Edburga esdevingué en monja benedictina de l’Abadia de Minster de Thanet l’any 716 i succeí a Mildred en el càrrec d’abadessa l'any 733, aproximadament. Fou una hàbil escrivana i cal·lígrafa. Durant els seus anys com abadessa copià cartes de la reialesa. Construí una nova església dedicada a Sant Pere i a Sant Pau per tal de proporcionar un santuari a les relíquies de la seva predecessora Santa Mildred.

## Defunció
Edburga morí el 13 de desembre de l'any 759 per causes naturals a l’Abadia de Minster i fou enterrada a l’Església de l’Abadia al costat de Mildred. Les seves relíquies foren traslladades a l’Hospital de Sant Gregori, a Canterbury.